# Toevaanse Autonome Socialistische Sovjetrepubliek
De Toevaanse Autonome Socialistische Sovjetrepubliek (Russisch: Тыва Автономная Социалистическая Советская Республика of Toevaanse ASSR (Russisch: Тыва АССР) was een Autonome socialistische sovjetrepubliek van de Sovjet-Unie.
De Toevaanse Autonome Socialistische Sovjetrepubliek ontstond in 1961 uit de Toevaanse Autonome Oblast. Op 31 maart 1992 werd de Autonome Socialistische Sovjetrepubliek hervormd tot de autonome republiek Toeva onderdeel van de Russische Federatie.